# Nilo Biazzetto
Nilo Izidoro Biazzetto (Curitiba, 9 de fevereiro de 1922 — Curitiba, 27 de janeiro de 2012) foi um futebolista brasileiro.
Nilo atuava como zagueiro e iniciou sua carreira no Coritiba Foot Ball Club em 1938 e em 1941 transferiu-se para o Clube Atlético Paranaense.
Conhecido como "Capitão Furacão", Nilo jogou no Atlético Paranaense durante 12 anos, sendo campeão estadual em 1943 e 1949. Foi o líder e capitão do histórico time de 1949, ganhando o apelido de Capitão Furacão depois da conquista do título daquele ano sem nenhuma derrota. Após se aposentar como jogador, com apenas 30 anos de idade, em 1952, Nilo continuou contribuindo com o rubro negro paranaense, tendo sido presidente do Conselho Deliberativo na gestão 2002-2003.
Biazzetto também defendeu a Seleção Paranaense de Futebol na década de 1940 e morreu vítima de câncer, em janeiro de 2012, duas semanas antes de completar 90 anos.